# Thiên hoàng Kameyama
Thiên hoàng Kameyama (亀山 Kameyama-tennō ?) (09 tháng 7 năm 1249 - ngày 04 tháng 10 năm  1305) là Thiên hoàng thứ 90 của Nhật Bản theo danh sách kế thừa truyền thống. Triều đại của ông kéo dài từ năm 1259 đến năm 1274.

## Phả hệ
Trước khi lên ngôi, ông có tên cá nhân (imina) đã Tsunehito -shinnō (恒仁親王).
Ông là con trai thứ 7 của Thiên hoàng Go-Saga. Ông được cha phong làm Thái tử lúc 9 tuổi.

## Lên ngôi Thiên hoàng
Năm Shōgen nguyên niên ngày thứ 26 tháng 11 âm lịch (tức ngày 9 tháng 1 năm 1260 dương lịch), Thiên hoàng Go-Fukakusa thoái vị và nhường ngôi cho em trai là thân vương Tsunehito mới 10 tuổi. Thân vương lên ngôi, lấy hiệu là Thiên hoàng Kameyama. Ông cải niên hiệu của anh thành niên hiệu Bun'ō nguyên niên (1260-1261).
Trong thời gian ở ngôi vị, Kameyama cho lập nhiều chùa - nhất là chùa Nanzenji (Nam Thiền) để chống ma quỷ. Mặc dù không có thực quyền nhiều, nhưng vào năm 1263 Kameyama đã triệu hồi Hoàng tử Munetaka (con trai cả của Thiên hoàng Go-Saga) và thay thế bằng Hoàng tử Koreyasu (2 tuổi).
Năm 1265, vua Mông Cổ Nguyên Thế Tổ sang đánh Nhật Bản, buộc triều đình phải sang chầu vua Mông Cổ. Nhà vua và hoàng tộc nhanh chóng thỏa hiệp với Mông Cổ, nhưng shikken nhà Kamakura là Hōjō Tokimune (1268 - 1284) đã chống lại và quyết định chủ chiến. Shikken quyết định không nói chuyện với đoàn sứ giả Mông Cổ, đuổi chúng về nước. Shikken nhà Kamakura ra lệnh cho các lãnh chúa vùng ven biển Tây Nam đảo Honshu, đảo Kyushu tăng cường các tuyến phòng thủ, huy động võ sĩ đông đảo và một lực lượng hải quân tinh nhuệ chuẩn bị cho cuộc chiến
Ngày 6 tháng 3 năm 1274 dương lịch, Thiên hoàng Kameyama thoái vị và nhường ngôi cho con trai. Con trai thứ hai lên ngôi, hiệu là Thiên hoàng Go-Uda.

### Kugyō
- Quan bạch: Takatsukasa Kanehira, 1254–1261
- Quan bạch: Nijō Yoshizane, 1261–1265
- Quan bạch: Ichijō Sanetsune, 1265–1267
- Quan bạch: Konoe Motohira, 1267–1268
- Quan bạch: Takatsukasa Mototada, 1268–1273
- Quan bạch: Kujō Tadaie, 1273–1274
- Tả đại thần
- Hữu đại thần
- Nội đại thần
- Đại nạp ngôn

### Niên hiệu
- Bun'ō (1260–1261)
- Kōchō (1261–1264)
- Bun'ei (1264–1275)

## Thoái vị
Sau khi rời ngôi, Kameyama trở thành Thượng hoàng và sống trong chùa.
Năm 1281 khi quân Nguyên xâm lược Nhật Bản lần hai, Thượng hoàng Kameyama đến cầu khấn Nữ thần Mặt Trời tại Đền Đại Ise để mong Nữ thần phù hộ cho quân dân Nhật Bản chống giặc xâm lược. Bị shikken nghi ngờ, Thượng hoàng Kameyama buộc con trai thoái vị và nhường ngôi cho người anh em của mình, người được lên ngôi và lấy hiệu là Thiên hoàng Fushimi, con trai của cố Thiên hoàng Go-Fukakusa. Sau đó, Hoàng tử Hisa'aki cũng là con trai của cố Thiên hoàng Go-Fukakusa, được cử làm Shogun thứ 8 của Kamakura mà không phải là con trai ông (tức Kameyama). Thất vọng, ông xuống tóc đi tu và qua đời tại chùa.

## Gia đình
- Hoàng hậu (Kogo) Tōin (Fujiwara) Fujiwara no Saneko (洞院(藤原)佶子), được biết đến là Kyogoku-in (京極院; 1245–1272), con gái của Tōin Saneo. Bà này sinh ra 2 trai 1 gái, trong đó có:
  - Hoàng trưởng nữ: Nội thân vương Kenshi (睍子内親王; 1262–1264)
  - Hoàng trưởng tử: Thân vương Tomohito (知仁親王; 1265–1267)
  - Hoàng nhị tử: Thân vương Yohito  người được kế vị lên ngôi với hiệu là Thiên hoàng Go-Uda
- Trung cung (Chūgū) Saionji (Fujiwara) Yoshiko (西園寺(藤原)嬉子), được biết đến là Imadegawa-in (今出川院; 1252–1318), con gái của Saionji Kinsuke.
- Nữ ngự (Nyōgō) Konoe (Fujiwara) Ishi (近衛 (藤原) 位子), được biết đến là Shin-yōmeimon'in (新陽明門; 1262–1296. Bà sinh 2 hoàng tử thứ 8 và 10:
  - Hoàng bát tử: Thân vương Hirohito (啓仁親王; 1276–1278).
  - Hoàng thập tử: Thân vương Tsuguhito (継仁親王; 1279–1280).
- Nữ ngự (Nyōgō) Saionji (Fujiwara) Eiko được biết đến là Shōkunmon'in (藤原（西園寺）瑛子; 昭訓門院; 1273–1336, con gái của Saionji Sanekane
  - Hoàng thập tứ tử: Thân vương Tokiwai-no-miya Tsuneakira (常盤井宮恒明親王; 1303–1351）
- Điển thị (Tenji 典侍) Koga, con gái của (Minamoto) Michiyoshi.
  - Hoàng tam tử: Thân vương Shokaku (性覚法親王; 1267–1293）
- Điển thị (Tenji 典侍) con gái của Sanjō Sanehira. Bà này sinh ra hoàng tử thứ 4,6 và 7; con gái thứ 5:
  - Hoàng tứ tử: Thân vương Ryosuke xuất gia lấy pháp danh Ryōjo (良助法親王; 1268–1318)
  - Hoàng lục tử: Thân vương Shōun (聖雲法親王; 1271–1314)
  - Hoàng thất tử: Thân vương Kakusei (覚雲法親王; 1272–1323)
  - Hoàng ngũ nữ: là vợ của Kujō Moronori
- Điển thị (Tenji 典侍) họ Fujiwara, con gái của Fujiwara Saneto. Bà sinh 1 hoàng tử:
  - Hoàng ngũ tử: Thân vương Moriyoshi (守良親王)
- Điển thị (Tenji 典侍) Fujiwara Masako (藤原雅子), con gái của Hosshōji Masahira. Bà này sinh ra một công chúa:
  - Hoàng nhị nữ: Nội thân vương Yukiko（昭慶門院; 1273–1324）
- Điển thị (Tenji 典侍) Sochi-Naishi (帥典侍), con gái của Taira Tokinaka. Bà này sinh 3 hoàng tử, là hoàng tử thứ 9, 11 và 20 và tất cả đều theo Phật giáo:
  - Hoàng cửu tử: Thân vương tu sĩ  Junjo (順助法親王; 1279–1322)
  - Hoàng thập nhất tử: Thân vương tu sĩ Jidō (慈道法親王; 1282–1341)
  - Hoàng nhị thập tử: Thân vương tu sĩ Gyōen (行円法親王)
- Cung nhân (Miyahito 宮人) Toin (Fujiwara) Miwako (洞院 禖子), con gái của Toin Saneo. Bà sinh ra tam hoàng nữ;
  - Hoàng tam nữ: Nội thân vương Rishi (理子内親王; 1274–1282）
- Cung nhân (Miyahito 宮人) Nukigawa (貫川), được biết đến với pháp danh là Kyogoku. Bà sinh một con gái:
  - Con gái: (không rõ năm sinh, mất năm 1329), là phu nhân của Konoe Iemoto
- Cung nhân (Miyahito 宮人) con gái của Tu sĩ Genkoma. Có 1 con trai:
  - Con trai: Thân vương Kaneyoshi (兼良親王)
- Cung nhân (Miyahito 宮人) Fujiwara Hisako (藤原寿子), con gái của Fujiwara Kagefusa, có một con trai:
  - Con trai: Thân vương Sadayoshi (定良親王), xuất gia lấy pháp danh là Tu sĩ Eiun (叡雲法親王)
- Cung nhân (Miyahito 宮人) con gái của Sanjo Kinchika, có một con trai:
  - Con trai: Thân vương tu sĩ Sho'e (性恵法親王)
- Cung nhân (Miyahito 宮人) con gái của Ogura Kino, có một con trai:
  - Con trai: Thân vương tu sĩ In'un 恒雲法親王)